# Pär Bengtsson
Pär Bengtsson (* 21. Juli 1922 in Halmstad; † 23. Oktober 2007) war ein schwedischer Fußballspieler. Der Offensivspieler spielte im Laufe seiner Karriere in Schweden, Italien und Frankreich.

## Werdegang
Bengtsson begann mit dem Fußballspielen in seiner Heimatstadt bei Halmstads BK. Mit dem Klub stieg er 1942 in die Allsvenskan auf. Dort etablierte er sich in den folgenden Jahren als Stammkraft in der Offensive des Klubs und trug in der Spielzeit 1944/45 mit neun Saisontoren zum Klassenerhalt des Klubs bei. In der Spielzeit 1945/46 gelangen ihm mit der Mannschaft lediglich drei Saisonsiege, so dass der Klub als Tabellenletzter gemeinsam mit Jönköpings Södra IF absteigen musste. Daher wechselte er nach 66 Erstligaspielen, in denen er für HBK 18 Tore erzielte, innerhalb der Liga zum IF Elfsborg. Mit dem Klub aus Borås belegte er in seiner Debütsaison den vierten Tabellenrang, ehe er im folgenden Jahr auch mit seinem neuen Verein in den Abstiegskampf rutschte. Dabei fiel er positiv auf und nach geglücktem Klassenerhalt gehörte er im Sommer 1948 ohne Länderspielerfahrung zum Kader der schwedischen Nationalmannschaft für die Olympischen Sommerspiele 1948. Auch im Turnierverlauf blieb er in der Auswahl um Gunnar Gren, Nils Liedholm, Gunnar Nordahl, Torsten Lindberg und Henry Carlsson ohne Spieleinsatz und trug somit zum Gewinn der Goldmedaille allenfalls moralisch bei.
Im Sommer 1949 folgte Bengtsson wie viele seiner Landsleute dem Ruf des Geldes und wechselte als Fußballprofi nach Südeuropa. Erste Station des Offensivspielers war der italienische Klub AC Turin, der nach dem Flugunfall von Superga eine neue Mannschaft zusammenstellte. An der Seite von Benjamín Santos und Luigi Giuliano bildete er die Offensive der neu gebildeten Mannschaft und trug mit zehn Saisontoren zum Erreichen des sechsten Platzes bei.
Nach einem Jahr in Italien zog Bengtsson nach Frankreich weiter und heuerte bei OGC Nizza in der Division 1 an. Dort gewann er an der Seite seiner Landsmänner Lennart Samuelsson und Åke Hjalmarsson am Ende der Spielzeit 1950/51 unter Trainer Numa Andoire seinen ersten Titel, als vor dem punktgleichen OSC Lille aufgrund der besseren Tordifferenz die französische Meisterschaft gewonnen wurde. Im folgenden Jahr trug er mit zwölf Saisontoren als Teil der Sturmreihe um Jean Courteaux, Georges Césari und Abdelaziz Ben Tifour zur erfolgreichen Titelverteidigung bei. Zudem erreichte er mit der Mannschaft das Endspiel um die Coupe de France 1951/52, in dem Andoire jedoch auf die Reservisten Victor Nurenberg und Luis Carniglia setzte.
Bengtsson wechselte im Sommer 1952 innerhalb Frankreichs zum Zweitligisten Toulouse FC. Hier blieb er jedoch nur eine Spielzeit, in der er sich dennoch als regelmäßiger Torschütze auszeichnete. Anschließend zog er zum Ligakonkurrenten Stade Rennes weiter. Dem Erstligaabsteiger sollte er als Angriffsspitze zur Rückkehr in die Division 1 verhelfen. Zwar traf er in den beiden folgenden Spielzeiten jeweils zweistellig, das Vorhaben konnte jedoch nicht in die Tat umgesetzt werden. 1955 beendete er im Alter von 33 Jahren seine aktive Karriere.